# Izier
Izier è un comune francese di 749 abitanti situato nel dipartimento della Côte-d'Or, nella regione della Borgogna-Franca Contea.

## Società

### Evoluzione demografica
Abitanti censiti